# 喜安浩平
喜安 浩平（きやす こうへい、1975年2月19日 - ）は、日本の男性俳優、声優、演出家、脚本家。愛媛県伊予郡松前町出身。
1998年にナイロン100℃の出演者オーディションに合格、1999年から劇団員として所属。2000年に劇団ブルドッキングヘッドロックを旗揚げする。同年にテレビアニメ『はじめの一歩』の幕之内一歩役で声優デビューする。

## 経歴

### 大学時代
高校まで愛媛県で過ごし、広島大学学校教育学部(現・教育学部)中学校教員養成課程(美術科)に通うため、広島県に移り住む。学生時代の喜安は、絵を描くことが好きで得意分野だという意識もあり、美術の教師になることを目指した。絵の技術的なことは無理でも「美術の楽しさ」は教えられるだろうと考えていた。実際に教育実習での評判は良く、教えることも楽しかったという。だが生徒を怒ることができなかった。怒って生徒に嫌われる覚悟がなかった喜安は、美術が好きなだけで教育者には向いていないと自覚し、教師になることをあきらめた。
大学在学中、演劇サークルで美術や大道具の手伝いをしていたことから、偶然舞台に出る機会を得る。舞台が好きだったり、役者になりたいという気持ちはなかったが、小さい頃から人を楽しませたい、面白いことをやりたいと思っていた喜安にとって、舞台は「ピッタリとハマッた」と語る。そこから演劇の道に進む決意をする。

### 舞台役者
1996年に大学を卒業後、広島県で演劇活動を続けていた喜安のもとに、東京で就職していた友人から演劇をやるなら東京に来たほうがいいとオーディションの情報が送られてくる。その中にナイロン100℃の出演者オーディションがあった。ナイロン100℃を観劇した喜安は、演劇演劇していないところが自分に合っていると感じ、「ここでやってみたいな」と思うようになる。オーディションに受かった喜安は、客演でナイロン100℃に参加。その後は広島に戻って演劇を続けていたが、ナイロン100℃の公演があるたびに上京し、劇団に顔を出して挨拶を続けた。1年後、劇団の手伝いをするようになり入団を勧められてナイロン100℃所属となる。
2000年、喜安が発起人となって大学時代に一緒に芝居をした仲間たちで、劇団ブルドッキングヘッドロックを旗揚げする。ブルドッキングヘッドロックは喜安が主宰し、全公演の演出と脚本も手がけている。作・演出に専念するため、2008年からは西山宏幸が主宰することになったが、2015年再び喜安が主宰を就任した。

### 声優
声の仕事を始めたきっかけは、ナイロン所属の犬山イヌコからの繋がりである。彼女がアニメの音響監督と知り合いだったことから、「10代後半の男の子の声を出せる人はいないか」とオーディションの話が持ちかけられた。オーディションは、喜安の声優デビュー作となる『はじめの一歩』だった。主人公の一歩役に受かったことは、驚いたと同時に舞台の仕事だけでは食べていけないという思いもあり「ホッとした」といい、また喜安の世代にとって『はじめの一歩』はすごい作品のため主人公の声を任されたことに最初は実感がわかなかったと話している。
声優のレギュラー作品が増えたことにより、舞台に出演できなくなって悔しい思いをしたことがあるため、以降の声の仕事は「先方からお話をいただいたものだけ」としている。

### 演出家・作家
役者以外にも演出家や作家としても活動している。どの仕事にも均等に力を入れているが、最終的には演出家としても役者と同じくらい頑張っていきたいと考えている。また役者や声優の仕事があるからこそ、演出家や作家の活動ができ、役者や声優の仕事をやらずに演出の仕事だけしてればいいと言われたら「できない」と語っている。演出や作家の仕事の面白さは、「自分が面白いと思っていることをそのまま表現することを許されている」ことだという。
2013年には、脚本で参加した映画『桐島、部活やめるってよ』で、第36回日本アカデミー賞優秀脚本賞を受賞した。監督であり共同脚本家である吉田大八とは、吉田演出のCMに喜安が出演し、吉田はブルドッキングヘッドロックの高校の美術部員を描いた作品を観劇した。その影響もあってか、『桐島』の映画化が決まった頃に喜安に声がかかった。2015年には、演劇をテーマとした青春映画『幕が上がる』の脚本を担当。原作の小説は演劇の楽しさだけに焦点を当てていた作品であったが、喜安は自身が舞台役者として抱き続けてきた迷いを、主人公らに投影させた脚本を仕上げた。このことに関して、「演劇の酸いも甘いも知って、『演劇は楽しい』と言うときに様々な感情が混ざり合う自分がいる」と言い表している。

## 作品（脚本など）

### テレビドラマ
- ティーンコート（2012年）- 第8・9話 脚本
- 高梨さん（2013年） - 第1・19・20話 脚本
- 僕らはみんな死んでいる♪（2013年）- 脚本
- 途中下車（2014年） - 脚本
- 徳山大五郎を誰が殺したか?（2016年）- 第6・9・11話 脚本 ※ 第6話は土屋亮一と共同で担当
- 獄門島（2016年）- 脚本
- サヨナラ、えなりくん（2017年） - 第1・2・3・10話 脚本
- 下北沢ダイハード（2017年） - 第4話 脚本
- 伊藤くん A to E（2017年） - 第1・2話 脚本
- 電影少女〜VIDEO GIRL AI 2018〜（2018年） - 脚本
- 悪魔が来りて笛を吹く（2018年） - 脚本
- 八つ墓村（2019年） - 脚本 ※吉田照幸と共同で担当
- 夢中さ、きみに。（2021年） - 脚本 ※ 濱田真和と共同で担当[16]
- 村井の恋（2022年） - 脚本
- DORONJO / ドロンジョ（2022年） - 脚本
- 95（2024年） - 脚本
- ザ・ロイヤルファミリー（2025年）‐脚本

### テレビアニメ
- 風が強く吹いている（2018年） - シリーズ構成・脚本[17]
- マイホームヒーロー（2023年） - シリーズ構成・脚本[18]
- 違国日記（未発表） - シリーズ構成・脚本[19]

### 映画
- 桐島、部活やめるってよ（2012年8月11日公開） - 脚本 ※ 吉田大八と共同で担当
- 幕が上がる（2015年2月28日公開）-脚本
- ストレイヤーズ・クロニクル（2015年6月27日公開） - 脚本 ※ 瀬々敬久と共同で担当
- ディストラクション・ベイビーズ（2016年5月21日公開） - 脚本 ※ 真利子哲也と共同で担当[20]
- 幸福のアリバイ〜Picture〜（2016年11月18日公開） - 脚本[21]
- とんかつDJアゲ太郎（2020年10月30日公開） - 脚本協力

### 舞台
- 16人のプリンシパルdeux（2013年）- 脚本
- ショーシャンクの空に（2013年）- 脚本
- せたがやこどもプロジェクト2016 キッズ・ミュージカル『ワンサくん —祭りにいくぞ!大脱走!』（2016年） - 脚本
- はじめの一歩（2020年） - 脚本、演出
- TEAM NACS 第17回公演「マスターピース〜傑作を君に〜」（2021年） - 脚本
- 舞台「呪術廻戦」（2022年） - 脚本

## 出演
太字はメインキャラクター。

### テレビドラマ
- ナースマン（2002年）
- 怨み屋本舗（2006年）
- 遥かなる絆（2009年）
- コード・ブルー -ドクターヘリ緊急救命- 2nd season（2010年）
- ゲゲゲの女房 第31話、32話（2010年）
- ティーンコート（2012年）
- 実験刑事トトリ2 第3話（2013年）
- NHK特集ドラマ 途中下車（2014年）
- ９５ 第6話・第7話（2024年5月13日・20日、テレビ東京） - クラブの支配人 役[22]

### 映画
- 血と骨（2004年） - 徳山
- 明日への遺言（2007年）
- 罪とか罰とか（2009年） - 排尿する警官（先輩）
- デメキング（2009年） - 亀岡ひろし

### テレビアニメ
2000年
- はじめの一歩（幕之内一歩） - 3シリーズ + 特別編
- 遊☆戯☆王デュエルモンスターズ（アキラ）

2001年
- キャプテン翼（第3作）（沢田タケシ）
- テニスの王子様（2001年 - 2024年、海堂薫、海堂葉末、内村京介、滝萩之介、マックスウェル） - 4シリーズ

2002年
- おジャ魔女どれみドッカ〜ン!（ショーン）
- ドラゴンドライブ（戸岐航平）
- 花田少年史（天の邪鬼）
- ホイッスル!（不破大地）

2003年
- DEAR BOYS（哀川和彦）
- ポケットモンスター アドバンスジェネレーション（トウキ）

2004年
- かいけつゾロリ（パル）
- 蒼穹のファフナー（2004年 - 2015年、皆城総士） - 3シリーズ + 特別編

2005年
- ノエイン もうひとりの君へ（フクロウ / 5年後のイサミ）

2006年
- Capeta（安藤信（中学生））
- よみがえる空 -RESCUE WINGS-（鈴木浩徳）

2008年
- 無限の住人（序仁魚仏）

2010年
- RAINBOW-二舎六房の七人-（荻野栄一）

### OVA
- みずいろ（2002年、片瀬健二）
- はじめの一歩 間柴vs木村 死刑執行（2003年、幕之内一歩）
- テニスの王子様 Original Video Animation 全国大会篇（2006年、海堂薫）
- 蒼穹のファフナー THE BEYOND（2019年 - 2021年、皆城総士[28]）
- 蒼穹のファフナー BEHIND THE LINE（2023年、皆城総士[29]）

### 劇場アニメ
2000年代
- 頭文字D Third Stage（2001年）
- 劇場版 テニスの王子様 二人のサムライ The First Game（2005年、海堂薫）
- 劇場版 テニスの王子様 跡部からの贈り物 君に捧げるテニプリ祭り（2005年、海堂薫）

2010年代
- 蒼穹のファフナー HEAVEN AND EARTH（2010年代、皆城総士）
- 劇場版 テニスの王子様 英国式庭球城決戦！（2011年、海堂薫）
- この世界の片隅に（2016年）

### ゲーム
2002年
- テニスの王子様for PlayStation（海堂薫）
- テニスの王子様SWEAT & TEARS（海堂薫）
- ライジンピンポン（フウジ）

2003年
- テニスの王子様SWEAT & TEARS 2（海堂薫）
- ドラゴンドライブ ディマスターズショット（戸岐航平）

2004年
- テニスの王子様 最強チームを結成せよ!（海堂薫）

2005年
- カウボーイビバップ 追憶の夜曲（ケント）
- 蒼穹のファフナー Dead Aggressor（皆城総士）
- テニスの王子様 学園祭の王子様（海堂薫）

2006年
- テニスの王子様 ドキドキサバイバル 山麓のMystic（海堂薫）

2010年
- テニスの王子様 もっと学園祭の王子様 - More Sweet Edition -（海堂薫）

2012年
- 嫁コレ（皆城総士）

2013年
- スーパーロボット大戦UX（皆城総士）

2014年
- はじめの一歩 THE FIGHTING!（幕之内一歩）

2015年
- 新テニスの王子様 〜Go to the top〜（海堂薫）

2021年
- はじめの一歩 FIGHTING SOULS（幕之内一歩）
- 原神（若陀龍王）

### ラジオ
- テニスの王子様 オン・ザ・レイディオ（マンスリーパーソナリティのため不定期）
- 蒼穹のファフナーWEBラジオ（2012年7月27日 - 12月28日、ニコニコ生放送）
- 「蒼穹のファフナー EXODUS」公開WEBラジオ収録生中継（2014年6月28日 - 8月23日、ニコニコ生放送）
- WEBラジオ「蒼穹のファフナー EXODUS」（2015年2月3日 - 、ニコニコ生放送）

### デジタルコミック
- VOMIC 放課後の王子様（海堂薫）

### ドラマCD
- アリソンドラマCD （ヴィルヘルム・シュルツ）
- 鋼殻のレギオス ドラマCD（ハーレイ・サットン）
- 蒼穹のファフナーシリーズ（皆城総士）
  - FAFNER in the azure -NO WHERE- 〜蒼穹のファフナー BGM & ドラマアルバム
  - FAFNER in the azure -NOW HERE- 〜蒼穹のファフナー BGM & ドラマアルバム II
  - 蒼穹のファフナー ドラマCD（1） STAND BY ME
  - 蒼穹のファフナー EXODUS ドラマCD THE FOLLOWER2

### 実写
- テニスの王子様 100曲マラソン
- テニプリフェスタ2009
- テニプリフェスタ2011 in 武道館
- テニプリフェスタ2013
- テニプリフェスタ2016 ~合戦~

### 舞台
- ブルドッキングヘッドロック本公演全作

### その他コンテンツ
- TVコメディークラブキング（ファミリー劇場）
- 「演劇人は、夜な夜な、下北の街で呑み明かす…」第5夜（2016年8月、BSスカパー!）

## ディスコグラフィ

### キャラクターソング
| 発売日   | 商品名                                                 | 歌                                                               | 楽曲                                                                  | 備考                                                                                    |
| 2002年   | 2002年                                                 | 2002年                                                           | 2002年                                                                | 2002年                                                                                  |
| -------- | ------------------------------------------------------ | ---------------------------------------------------------------- | --------------------------------------------------------------------- | --------------------------------------------------------------------------------------- |
| 8月7日   | THE BEST OF SEIGAKU PLAYERS VI Kaoru Kaidou            | 海堂薫（喜安浩平）                                               | 「Chain Reaction」                                                    | テレビアニメ『テニスの王子様』関連曲                                                    |
| 12月25日 | おめっとサンバ                                         | キャップと瓶                                                     | 「おめっとサンバ」 「KEEP ON DREAMING」                               | テレビアニメ『テニスの王子様』関連曲                                                    |
| 2003年   |                                                        |                                                                  |                                                                       |                                                                                         |
| 10月22日 | 飛んで！回って！また来週                               | キャップと瓶                                                     | 「飛んで！回って！また来週」                                          | ラジオ『テニスの王子様 オン・ザ・レイディオ』エンディングテーマ                         |
| 10月22日 | 飛んで！回って！また来週                               | キャップと瓶                                                     | 「石川博之？ 〜モットーは文武両道〜」                                 | テレビアニメ『テニスの王子様』関連曲                                                    |
| 10月22日 | BIRTHDAY 〜歩き始めた日〜                              | 「ロック☆54!? 〜ロックな人をさがしてみよう〜」                   |                                                                       | テレビアニメ『テニスの王子様』関連曲                                                    |
| 2004年   |                                                        |                                                                  |                                                                       |                                                                                         |
| 9月23日  | 世界は変わる                                           | 海堂薫（喜安浩平）                                               | 「世界は変わる」                                                      | テレビアニメ『テニスの王子様』関連曲                                                    |
| 12月22日 | 蒼穹のファフナー キャラクターズアルバム 総士 -terra-   | 皆城総士（喜安浩平）                                             | 「terra」                                                             | テレビアニメ『蒼穹のファフナー』関連曲                                                  |
| 2005年   |                                                        |                                                                  |                                                                       |                                                                                         |
| 1月1日   | with                                                   | 手塚国光（置鮎龍太郎）、海堂薫（喜安浩平）、桃城武（小野坂昌也） | 「男の美学」                                                          | テレビアニメ『テニスの王子様』関連曲                                                    |
| 4月13日  | 約束/We Love SEIGAKU - ありがとうを込めて              | SEIGAKU NINE PLAYERS                                             | 「We Love SEIGAKU - ありがとうを込めて」                              | テレビアニメ『テニスの王子様』関連曲                                                    |
| 2月2日   | DEPARTURES                                             | 青酢 + キャップと瓶                                              | 「DEPARTURES」                                                        | 劇場アニメ『劇場版 テニスの王子様 跡部からの贈り物 君に捧げるテニプリ祭り』テーマソング |
| 2007年   |                                                        |                                                                  |                                                                       |                                                                                         |
| 8月8日   | サンキュー!!                                           | キャップと瓶                                                     | 「サンキュー!!」                                                      | OVA『テニスの王子様』エンディングテーマ                                                 |
| 9月12日  | 蛇ガラ                                                 | 海堂薫（喜安浩平）                                               | 「風薫る季節」 「青き炎」 「未来光線」                                | テレビアニメ『テニスの王子様』関連曲                                                    |
| 9月12日  | 蛇ガラ                                                 | 海堂薫（喜安浩平）、乾貞治（津田健次郎）                         | 「サンキュー!! ～本番～」                                             | テレビアニメ『テニスの王子様』関連曲                                                    |
| 2009年   |                                                        |                                                                  |                                                                       |                                                                                         |
| 1月1日   | キャップと瓶のシングルスベスト                         | キャップと瓶                                                     | 「毎日がHappy New Year」                                              | テレビアニメ『テニスの王子様』関連曲                                                    |
| 6月17日  | brand-new HEAVEN                                       | 青春ソーダ                                                       | 「brand-new HEAVEN」                                                  | テレビアニメ『テニスの王子様』関連曲                                                    |
| 2011年   |                                                        |                                                                  |                                                                       |                                                                                         |
| 10月10日 | Brave heart                                            | テじゃ俺300                                                      | 「テニプリ Fantastic Bazarのテーマ」 「Brave heart」 「TENNIVERSARY」 | テレビアニメ『テニスの王子様』関連曲                                                    |
| 2014年   |                                                        |                                                                  |                                                                       |                                                                                         |
| 11月12日 | Party Time                                             | キャップと瓶                                                     | 「Party Time」                                                        | OVA『新テニスの王子様 OVA vs Genius10』エンディングテーマ                               |
| 2015年   |                                                        |                                                                  |                                                                       |                                                                                         |
| 3月11日  | 蒼穹のファフナー EXODUS BD / DVD 第2巻特典CD           | 真壁一騎（石井真）、皆城総士（喜安浩平）                         | 「太陽と月」                                                          | テレビアニメ『蒼穹のファフナー EXODUS』関連曲                                           |
| 5月22日  | 蒼穹のファフナー EXODUS キャラクターソング〈皆城総士〉 | 皆城総士（喜安浩平）                                             | 「Licht」 「philosophia」                                             | テレビアニメ『蒼穹のファフナー EXODUS』関連曲                                           |
| 12月30日 | 蒼穹のファフナー EXODUS キャラクターソングアルバム     | 真壁一騎（石井真）、皆城総士（喜安浩平）                         | 「存在と無」                                                          | テレビアニメ『蒼穹のファフナー EXODUS』関連曲                                           |
| 12月30日 | 蒼穹のファフナー EXODUS キャラクターソングアルバム     | 皆城総士（喜安浩平）                                             | 「terra（2015 ver.）」                                                | テレビアニメ『蒼穹のファフナー EXODUS』関連曲                                           |

### シリーズ一覧
1. ↑  第1期（2000年 - 2002年）、TVスペシャル『Champion Road』（2003年4月18日）、第2期『New Challenger』（2009年）、第3期『Rising』（2013年 - 2014年）[23]
2. ↑  第1作（2001年 - 2005年）、第2作『新テニスの王子様』（2012年）、第3作『新テニスの王子様 U-17 WORLD CUP』（2022年）、第3作続編『新テニスの王子様 U-17 WORLD CUP SEMIFINAL』（2024年）
3. ↑  第1期（2004年）、TVスペシャル『RIGHT OF LEFT』（2005年）[27]、第2期『EXODUS』第1クール（2015年）、第2期『EXODUS』第2クール（2015年）

### ユニットメンバー
1. 1 2 3 4 5 6  菊丸英二（高橋広樹）、乾貞治（津田健次郎）、河村隆（川本成）、桃城武（小野坂昌也）、海堂薫（喜安浩平）
2. ↑  越前リョーマ（皆川純子）、手塚国光（置鮎龍太郎）、大石秀一郎（近藤孝行）、不二周助（甲斐田ゆき）、菊丸英二（高橋広樹）、乾貞治（津田健次郎）、河村隆（川本成）、桃城武（小野坂昌也）、海堂薫（喜安浩平）
3. ↑  越前リョーマ（皆川純子）、手塚国光（置鮎龍太郎）、不二周助（甲斐田ゆき）、大石秀一郎（近藤孝行）
4. ↑  越前リョーマ（皆川純子）、手塚国光（置鮎龍太郎）、桃城武（小野坂昌也）、海堂薫（喜安浩平）
5. ↑  不二周助（甲斐田ゆき）、金色小春（内藤玲）、鳳長太郎（浪川大輔）、ジャッカル桑原（檜山修之）、甲斐裕次郎（中村太亮）、菊丸英二（高橋広樹）、海堂薫（喜安浩平）、跡部景吾（諏訪部順一）、切原赤也（森久保祥太郎）、白石蔵ノ介（細谷佳正）